# Неня
Не́ня — река в Алтайском крае России. Устье реки находится в 92 км от устья Бии по правому берегу. Длина реки составляет 185 км, площадь водосборного бассейна — 2210 км².

## Притоки
(указано расстояние от устья)
- 10 км: Чебашиха
- 44 км: Карабашка
- 62 км: Шалап
- 64 км: Бутурма
- 74 км: Кубия
- 78 км: Караган
- 94 км: Кубия
- 101 км: Солтонка
- 102 км: Уруна
- 108 км: Соза
- 127 км: Черняй
- 134 км: Каракол
- 138 км: Излап
- 152 км: Тала

## Данные водного реестра
По данным государственного водного реестра России относится к Верхнеобскому бассейновому округу, водохозяйственный участок реки — Бия, речной подбассейн реки — Бия и Катунь. Речной бассейн реки — (Верхняя) Обь до впадения Иртыша.